# インコアナナス属
インコアナナス属 Vriesea は、パイナップル科の植物の1属。多くの種を含み、多くの観賞用に栽培される種がある。

## 特徴
茎は伸びず、葉をロゼット状に出す。葉は弓状に曲がって伸び、質は硬いものが多いが軟質の葉を持つものもある。いずれにせよその縁は滑らかで棘は出ない。また葉の束の基部は短い筒状となっている。
花茎があるものが多く、それは直立するか弓状に伸びて、先端に穂状花序をつける。花序は単独に生じる場合と、分枝して数本が出る場合がある。個々の花序には花が2列性に規則的に並ぶ例が多いが、より多くの列になって円錐状になる例もある。苞はやや硬い多肉質で、緑色のものもあるが赤や黄色に色づく例が多い。萼片は3個で、苞に隠れてほとんど見えない。花弁は3個で、黄色、緑の色が多いが白くなる例も少数だがある。花弁の内側の基部に小さな蜜鱗片があり、これが本属の特徴となっている。おしべは6本で、花弁より抜き出る。子房は下位。果実は蒴果で、種子はごく小さくて多数、個々の種子の基部には長い毛が束になって生えている。
学名はオランダ、アムステルダムの植物学教授であったフリース(W. H. de Vriese 1807-1862)にちなむ。和名は上掲の通りだが学名仮名読みのフリーセアも園芸方面では特によく用いられる。

## 分布と生育状況
中央アメリカから南アメリカ、西インド諸島にかけて分布する。
着生植物が多いが、岩の上に生えるものもあり、一部には地上に出るものもある。また湿った暖かい場所を好むものが多い。

## 分類
約250種が知られる。代表的なものを以下に挙げる。
- Vriesea インコアナナス属
- V. barilletii
- V. ×brasilia
- V. carinata インコアナナス
- V. corcovadensis
- V. drepanocarpa
- V. erythrodactylon
- V. fenestralis
- V. gigantea
- V. guttata
- V. hieroglyphica
- V. imperialis ミカドアナナス
- V. jonghii
- V. malzinei
- V. ×mariae
- V. ×nana
- V. philippocoburgii
- V. pltynema
- V. platzmannii
- V. ×poelmannii オオインコアナナス
- V. psittacina
- V. racinae
- V. roddigasiana
- V. ×rubra
- V. saudersii
- V. scalaris
- V. schwackeana
- V. splendens トラフアナナス

## 利用
花が美しく、観賞用に栽培されるものが多い。特にインコアナナス、オオインコアナナスは花序の形と色が目立ち、広く知られている。